# برخیز بتا بیا ز بهر دل ما
رباعی با مطلعِ «برخیز بتا بیا ز بهر دل ما» اولین رباعی از خیام به تصحیح محمدعلی فروغی و قاسم غنی می باشد.
| برخیز بتا بیا ز بهر دل ما      |  | حل کن به جمال خویشتن مشکل ما     |
| یک کوزه شراب تا به هم نوش کنیم |  | زان پیش که کوزه ها کنند از گل ما |

## درون‌مایه
رباعی ۱– اینکه عمر گذرانست و باید فرصت را غنیمت شمرد یکی از اصول معانی است که خیّام در رباعیات خود بانواع و اقسام مختلف پرورده است بلکه اکثر رباعیات او در این معنی است. گویندگان دیگر هم این معنی را بسیار پرورده‌اند چنانکه اگر بذکر شواهد بپردازیم فرع زاید بر اصل خواهد شد.
امّا یکی از وجوهی که خیّام در تذکّر مرگ بارها گفته اینست که میمیریم و خاک میشویم و از خاک ما کوزه و سبو خواهند ساخت یا خشت خواهند زد چنانکه شیخ سعدی فرموده است:
ساقی بده آن کوزهٔ خمخانه بدرویش / کآنها که بمردند گِلِ کوزه گرانند
خواجه حافظ هم میفرماید:
بمی عمارت دل کن که این جهان خراب / بر آن سر است که از خاک ما بسازد خشت
و نیز فرموده است:
خیز و در کاسهٔ ما آب طربناک انداز / پیشتر زانکه شود کاسهٔ سر خاک انداز
و همچنین:
روزیکه چرخ از گِل ما کوزه‌ها کند / زنهار کاسهٔ سر ما پُر شراب کن	
و نیز:
آخرالامر گِلِ کوزه گران خواهی شد / حالیا فکر سبو کن که پُر از باده کنی
شعرای متقدّم بر خیّام هم این فکر را داشته‌اند چنانکه فرّخی میفرماید:
خیز تا بر گل نو کوزککی باده خوریم / پیش تا از گِلِ ما کوزه کُند دست زمان
- به نقل از رباعیات خیام؛ تصحیح فروغی و غنی